# Tristemonanthus mildbraedianus
Tristemonanthus mildbraedianus es la única especie del género monotípico Tristemonanthus,  perteneciente a la familia de las celastráceas. Es  originaria de  África.

## Descripción
Es una lianaglabras, con las ramas de color marrón rojizo con escamas; desconocida la fruta.

## Ecología
Se encuentra en bosques pantanosos, pantanos, herbazales en la selva tropical en los afloramientos rocosos y bosques con Caesalpiniaceae a una altitud de 350-730 metros en África ecuatorial.

## Taxonomía
Tristemonanthus mildbraedianus fue descrita por   Ludwig Eduard Theodor Loesener y publicado en Repertorium Specierum Novarum Regni Vegetabilis 49: 226. 1940.